# تریستن تامپسن
تریستن ترور جیمز تامپسن (انگلیسی: Tristan Trevor James Thompson؛ زادهٔ ۱۳ مارس ۱۹۹۱) یک بازیکن بسکتبال اهل کانادا است. 
از باشگاه‌هایی که در آن بازی کرده‌است می‌توان به کلیولند کاوالیرز اشاره کرد.
وی در مسابقات کشوری و بین‌المللی در مجموع برنده ۱ مدال برنز شده‌است.